# مارديك تشاباريان
مارديروس تشاباريان والذي يعرف باسم مارديك هو لاعب كرة قدم لبناني سابق كان يلعب في مركز الهجوم.
نشط خلال الخمسينيات والستينيات، وكان يلعب كمهاجم لفريق الهومنمن على مستوى النادي. وكان هداف الدوري اللبناني الممتاز 1960–61، وسجل 15 هدفا خلال الموسم. كما مثل مارديك منتخب لبنان، وسجل ثلاثية في كأس العرب عام 1963.

## مسيرته الدولية
في 29 فبراير 1956، سجل مارديك هدفًا في مرمى المجر بعد مجهود فردي. خسر لبنان 4–1. هنأ المهاجم المجري فيرينك بوشكاش مارديك، وذكر أنّه يمتلك التقنية التي تمكنه من اللعب في أوروبا. وعقب الحادثة أطلقت الصحافة اللبنانية على مارديك لقب "بوشكاش اللبناني".

## الإحصائيات المهنية

### الأهداف الدولية
| #. | التاريخ        | المكان                            | الخصم  | الهدف | النتيجة | المسابقة                  |
| -- | -------------- | --------------------------------- | ------ | ----- | ------- | ------------------------- |
| 1  | 29 فبراير 1956 | ملعب بيروت البلدي، بيروت، لبنان   | المجر  | –     | 1–4     | مباراة ودية               |
| 2  | 22 أكتوبر 1957 | ملعب كميل شمعون، بيروت، لبنان     | الأردن | –     | 6–0     | دورة الألعاب العربية 1957 |
| 3  | 22 أكتوبر 1957 | ملعب كميل شمعون، بيروت، لبنان     | الأردن | –     | 6–0     | دورة الألعاب العربية 1957 |
| 4  | 26 يناير 1962  | ملعب جامعة الكويت، الشويخ، الكويت | الكويت | 2–0   | 5–0     | مباراة ودية               |
| 5  | 26 يناير 1962  | ملعب جامعة الكويت، الشويخ، الكويت | الكويت | 5–0   | 5–0     | مباراة ودية               |
| 6  | 29 يناير 1962  | ملعب جامعة الكويت، الشويخ، الكويت | الكويت | –     | 3–0     | مباراة ودية               |
| 7  | 29 يناير 1962  | ملعب جامعة الكويت، الشويخ، الكويت | الكويت | –     | 3–0     | مباراة ودية               |
| 8  | 31 مارس 1963   | ملعب كميل شمعون، بيروت، لبنان     | الكويت | 2–0   | 6–0     | كأس العرب 1963            |
| 9  | 31 مارس 1963   | ملعب كميل شمعون، بيروت، لبنان     | الكويت | 4–0   | 6–0     | كأس العرب 1963            |
| 10 | 31 مارس 1963   | ملعب كميل شمعون، بيروت، لبنان     | الكويت | 5–0   | 6–0     | كأس العرب 1963            |

## الإنجازات
الهومنمن
- الدوري اللبناني الممتاز: 1954، 1957، 1961

لبنان
- دورة الألعاب العربية (المركز الثالث): 1957
- كأس العرب (المركز الثالث): 1963

الإنجازات الفردية
- هداف الدوري اللبناني الممتاز 1960–61